# Estadio Antonio Herrera Gutiérrez

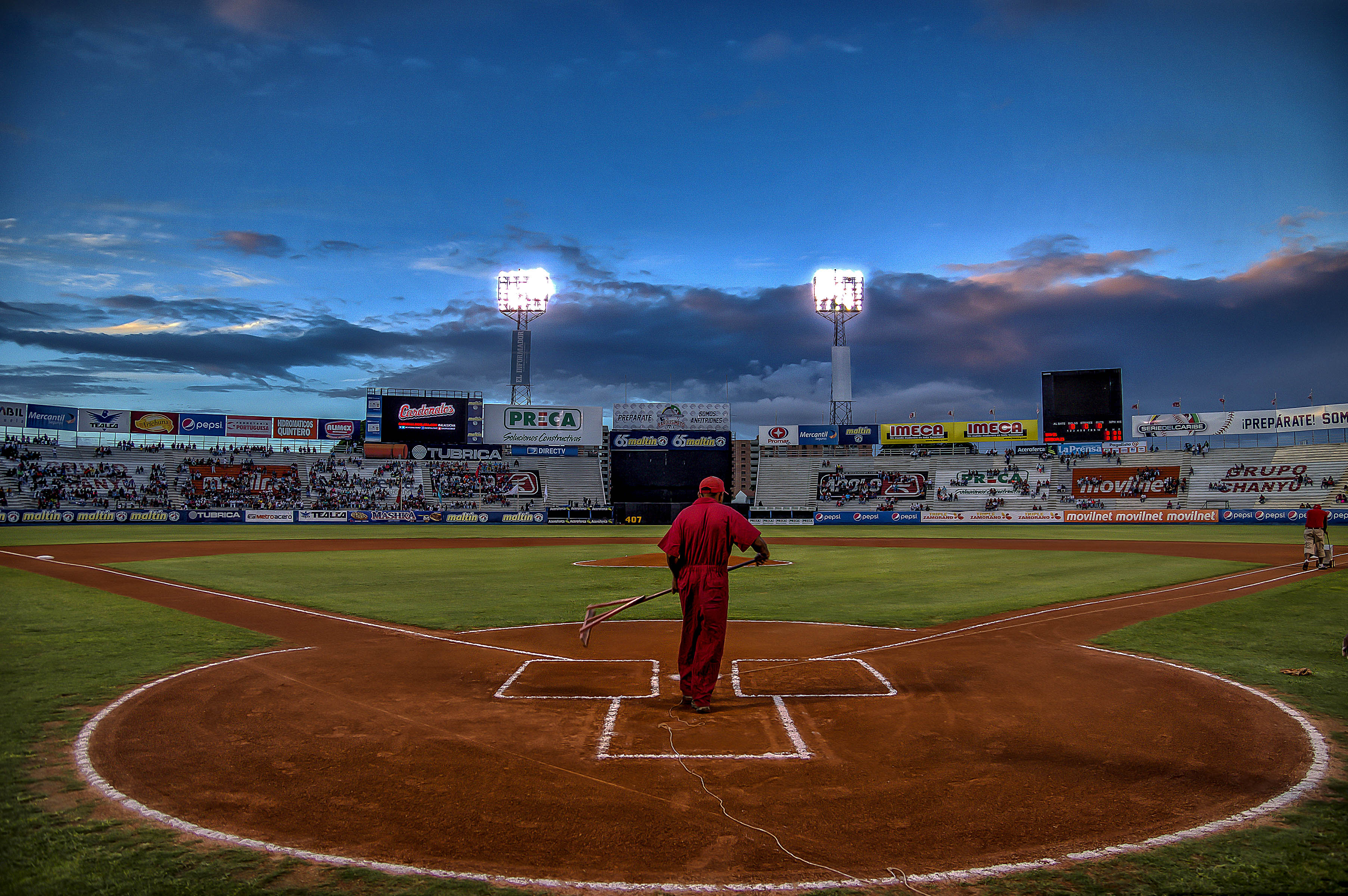
Estadio Antonio Herrera Gutiérrez

El Estadio Antonio Herrera Gutiérrez es una infraestructura deportiva multiusos ubicada en Barquisimeto, Venezuela. Se usa principalmente para juegos de béisbol y sirve de hogar de Cardenales de Lara. Tiene capacidad para 20 450 espectadores.

## Historia
Fue construido entre los años 1968 y 1969 y finalmente es inaugurado en el año 1970. Desde dicho año se ha convertido en la sede del equipo Cardenales de Lara. 
Es de hacer notar que al momento de su inauguración se llamó simplemente Estadio Barquisimeto y el Alcalde para esa época Raúl Antonio Colmenares en el año 1991 en un acto de honor al fundador de Cardenales de Lara le coloco el nombre actual luego de que los pájaros Rojos ganaran su primer campeonato, y en honor a Antonio Herrera Gutiérrez, quien fuera propietario del equipo hasta su trágica muerte el 16 de marzo de 1969.
En la temporada 2020-21, producto de la pandemia de COVID-19 y cumpliendo con los protocolos de bioseguridad el estadio fue sede compartida entre Cardenales de Lara y Águilas del Zulia.

## Dimensiones

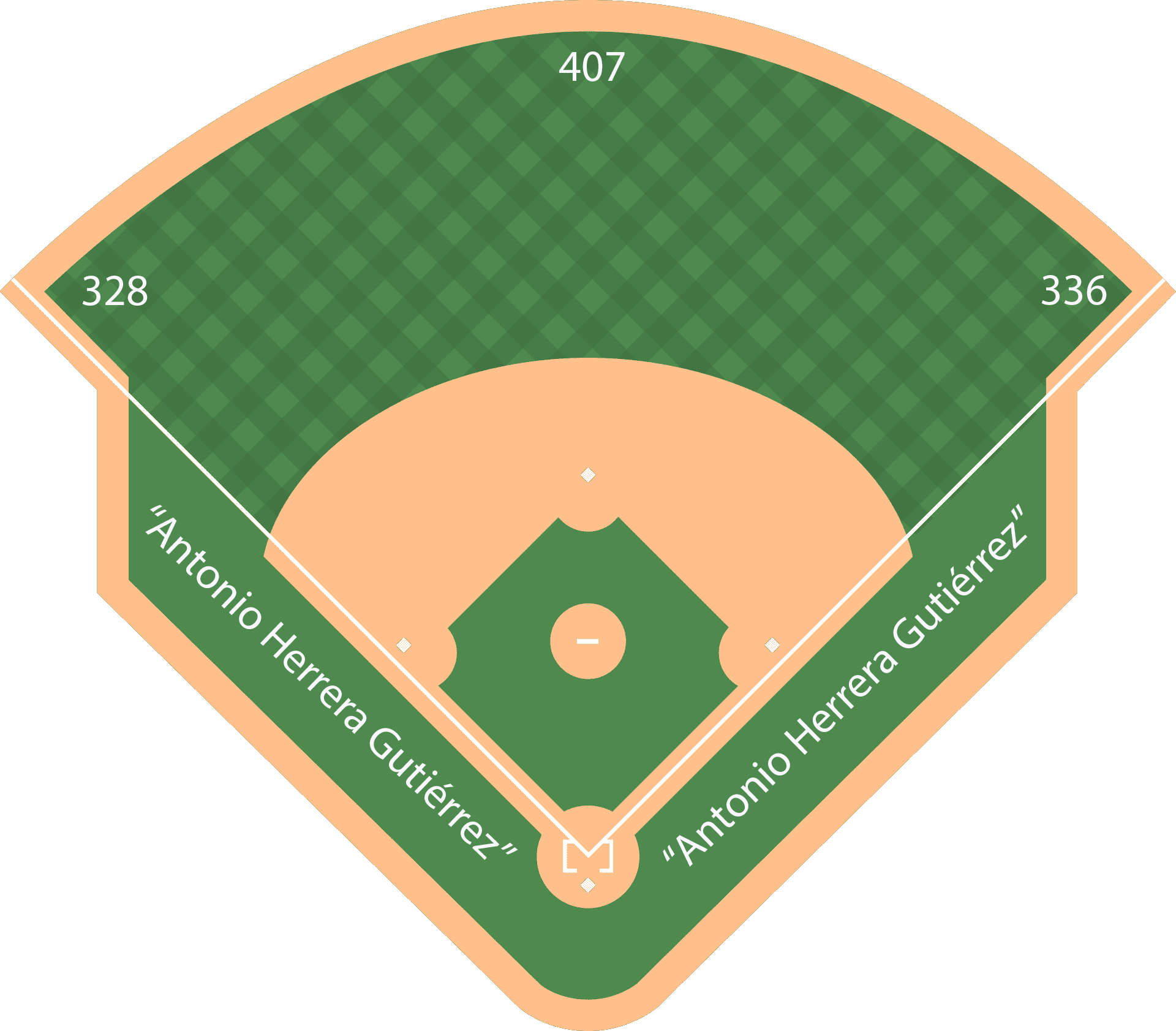
Dimensiones del estadio "Antonio Herrera Gutiérrez"

Las dimensiones del estadio Antonio Herrera Gutiérrez son:
- Jardín Izquierdo: 328 ft / 100 m
- Jardín Central: 407 ft / 124 m
- Jardín Derecho: 336 ft / 102 m

## Estadios similares
En la ciudad de Carora existe un estadio denominado igualmente "Antonio Herrera Gutiérrez". Actualmente este estadio es usado para equipos de segunda división de campeonatos locales de béisbol, si bien fue en este estadio donde inició sus actividades el equipo Cardenales de Lara.